# Stadionul 1 Mai (Slatina)
Stadionul 1 Mai este un stadion multifuncțional din Slatina, România. Este folosit în prezent mai ales pentru meciuri de fotbal, fiind din 2017 terenul propriu al echipei CSM Slatina. În trecut a fost și terenul de acasă pentru Oltul Slatina și Inter Olt Slatina. Poate găzdui 10.000 de spectatori (6.500 pe scaune).
Ultima renovare parțială a stadionului a avut loc între anii 2008-2009, atunci când la tribuna I au fost montate scaune. Există planuri pentru demolarea stadionului și construcția unuia modern, cu 10.000 de locuri.